# ハミングライフ (映画)
『ハミングライフ』は、中村航の短編小説ハミングライフ(『LOVE or LIKE』祥伝社) を原作とした映画作品。2007年公開。同年5月25日にDVDとして発売。

## 概要
原作は中村航と親交のある河野丈洋が作詞・作曲したGOING UNDER GROUNDの楽曲「ハミングライフ」から着想を得て、中村が書き下ろしたものであるが、アイデア段階から監督の窪田崇が参加し、同時進行で映画脚本の開発も行われた為に原作と映画では根本を同じにして、ほぼ別物となっている。映画にはGOING UNDER GROUNDの石原聡が出演している。

## キャスト
- 桜木藍- 西山茉希
- 小川智宏 - 井上芳雄
- 後藤理絵子 - 佐伯日菜子
- 雑貨屋のオーナー - 辛島美登里
- 大きな木に残された青年 - 石原聡(GOING UNDER GROUND)
- ギター弾きの男 - 坂井竜二(the ARROWS)
- 里見瑶子
- 秀島史香(声のみ)
- 長曽我部蓉子
- マメ山田
- 諏訪太朗

### スタッフ
- 監督：窪田崇
- 原作：中村航
- 脚本：窪田崇・村田亮
- 音楽：河野丈洋(GOING UNDER GROUND)
- 配給：フロンティアワークス

### 主題歌
- オープニングテーマ：GOING UNDER GROUND「ion」
- エンディングテーマ：GOING UNDER GROUND「ハミングライフ」